# Chipata

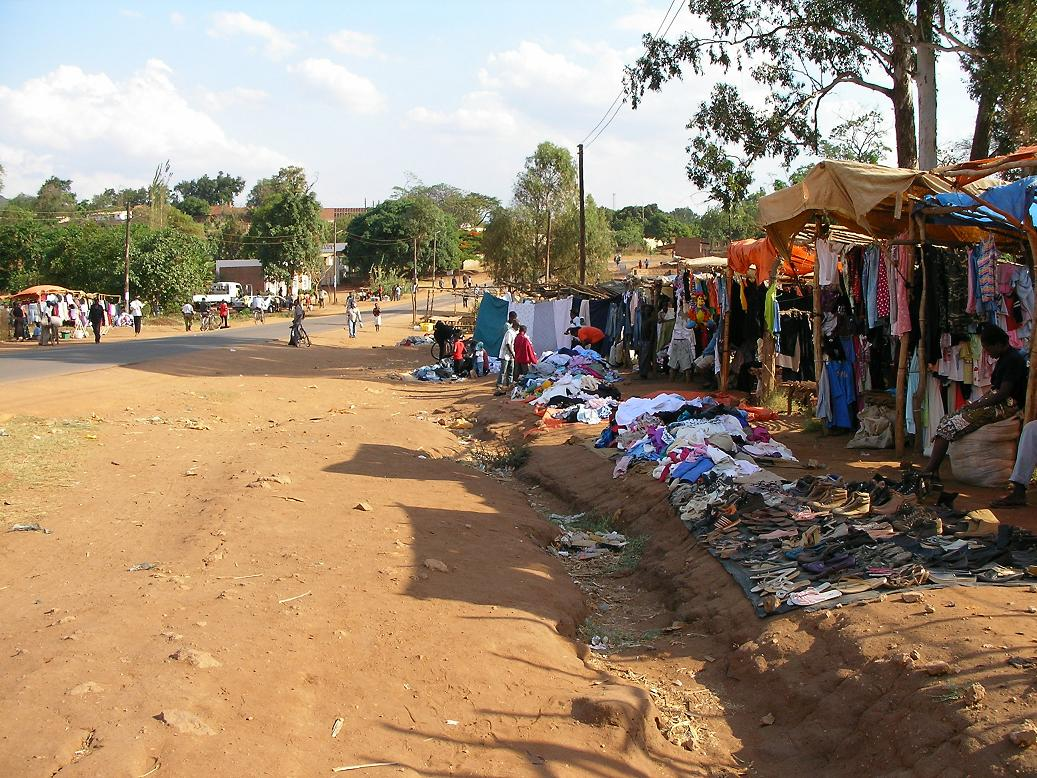
Vendedores de roupas nas ruas de Chipata

Chipata é uma cidade e um distrito da Zâmbia, localizados na província Oriental.
A cidade está rodeada de áreas riquíssimas em minério.
A cidade conserva a estação final do Caminho de Ferro de Sena, que a conecta à Lilongwe, e aos portos de Beira e Nacala, donde escoa seu minério.